# پوتراجایا
پوتراجایا یک شهر برنامه‌ریزی شده واقع در جنوب کوالالامپور و پایتخت اداری کشور مالزی است.
چندین اداره دولتی از شهر متراکم و شلوغ کوالالامپور که بزرگترین شهر کشور است، به این شهر منتقل شدند. با این وجود، کوالالامپور همچنان به‌عنوان پایتخت ملی و قانونی مالزی به شمار می‌رود. پوتراجایا همانند کوالالامپور و جزیرهٔ لابوان، یک ناحیهٔ فدرال است.

## نامگذاری
نام پوتراجایا پس از اولین نخست وزیر مالزی، تونکو عبدالرحمان پوترا و از روی نام او بر این شهر گذاشته شد. در زبان مالایی، واژهٔ «پوترا» که از سانسکریت ریشه گرفته، به معنی پادشاه و «جایا» به معنی عالی‌مقام یا پیروزمند است.
از زمان بنیان تا به امروز این شهر نوین همچنان دستخوش پیشرفت همه‌جانبه و گسترده بوده است. توسعه شهر در سال ۱۹۹۷ در پی بحران اقتصادی کشورهای جنوب شرقی آسیا دچار وقفه شد.

## جغرافیا

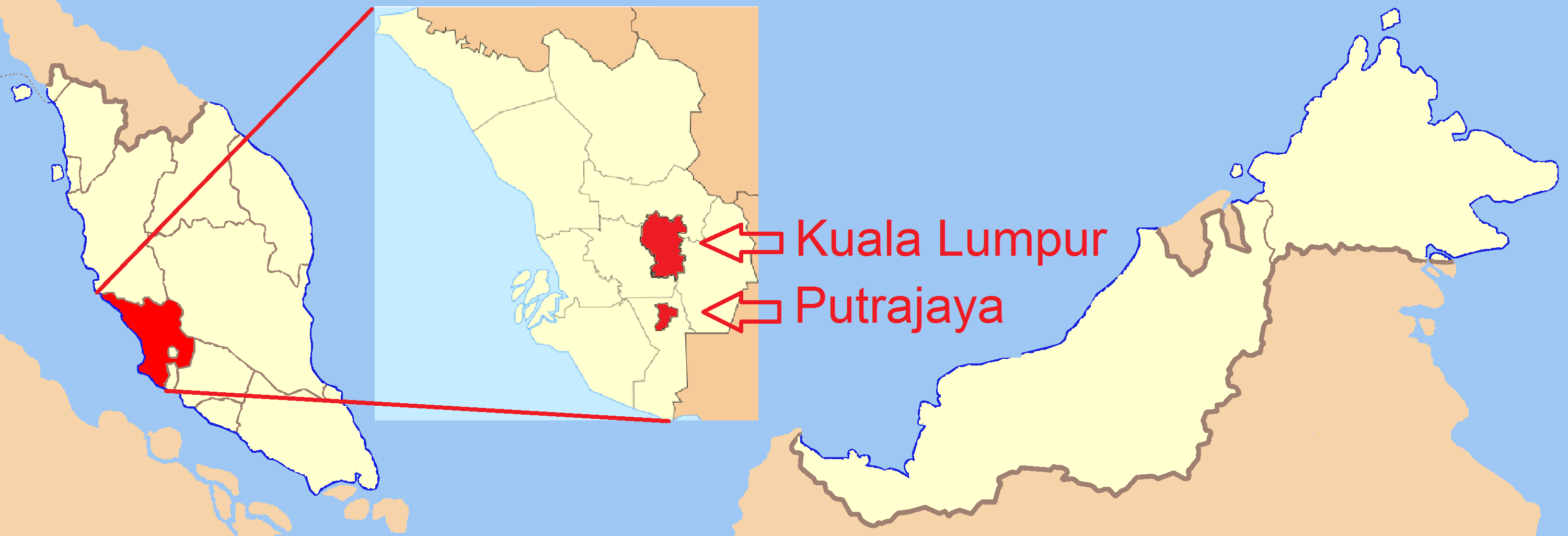
جای پوتراجایا بر نقشه مالزی

شهر به طور کامل از روی نقشه از پیش طراحی‌شده و نامتناسب با جمعیت کنونی‌اش ساخته شد، با پل‌های بسیاری که دریاچه مصنوعی پوتراجایا را دربرگرفته‌اند.
بر اساس آمار سال ۲۰۰۷ جمعیت پوتراجایا برابر با ۵۰٬۰۰۰ نفر بوده است. اگرچه مالزی یک کشور چندقومی با مالاییها، چینی‌ها، هندی‌ها، گروه‌های اوراسیایی است، اما معماری پوتراجایا تا حد زیادی به سبک عربی مدرن نزدیک است.

## پیشینه
ایده تأسیس پایتخت اداری جدید به‌عنوان جایگزین کوالالامپور، در اواخر سال ۱۹۸۰ و در زمان حاکمیت ماهاتیر محمد چهارمین نخست وزیر مالزی شکل گرفت.
هدف از این کار، کاستن از تراکم کوالالامپور و فراهم کردن زمینه‌های ادامه توسعه این شهر به عنوان مرکز تجاری و مالی کشور بود. پوتراجایا در ۱۹ اکتبر ۱۹۹۵ بنیان نهاده شد و به عنوان سومین منطقه فدرال مالزی پس از کوالالامپور و لابوان معرفی شد.

## نگارخانه

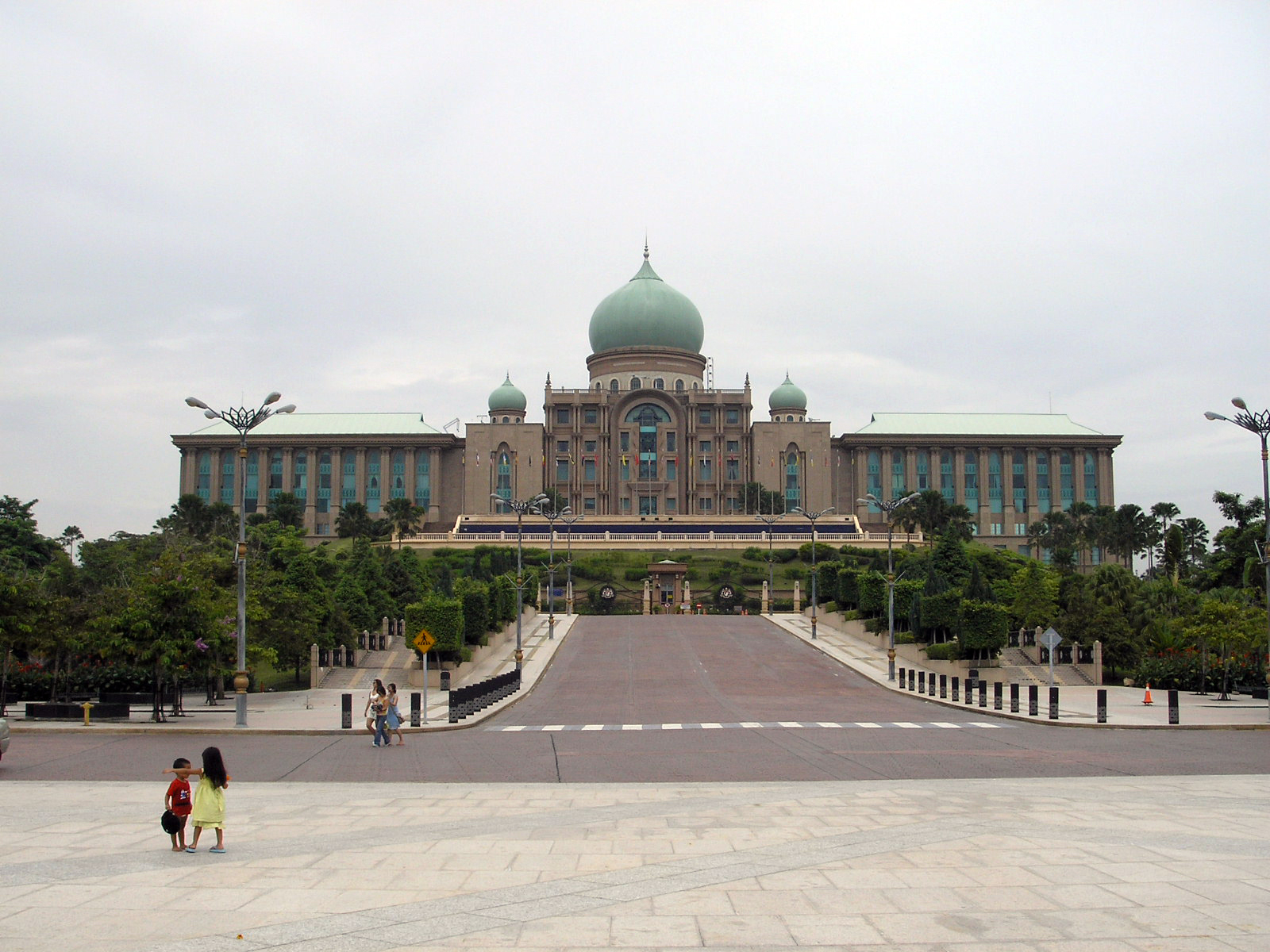
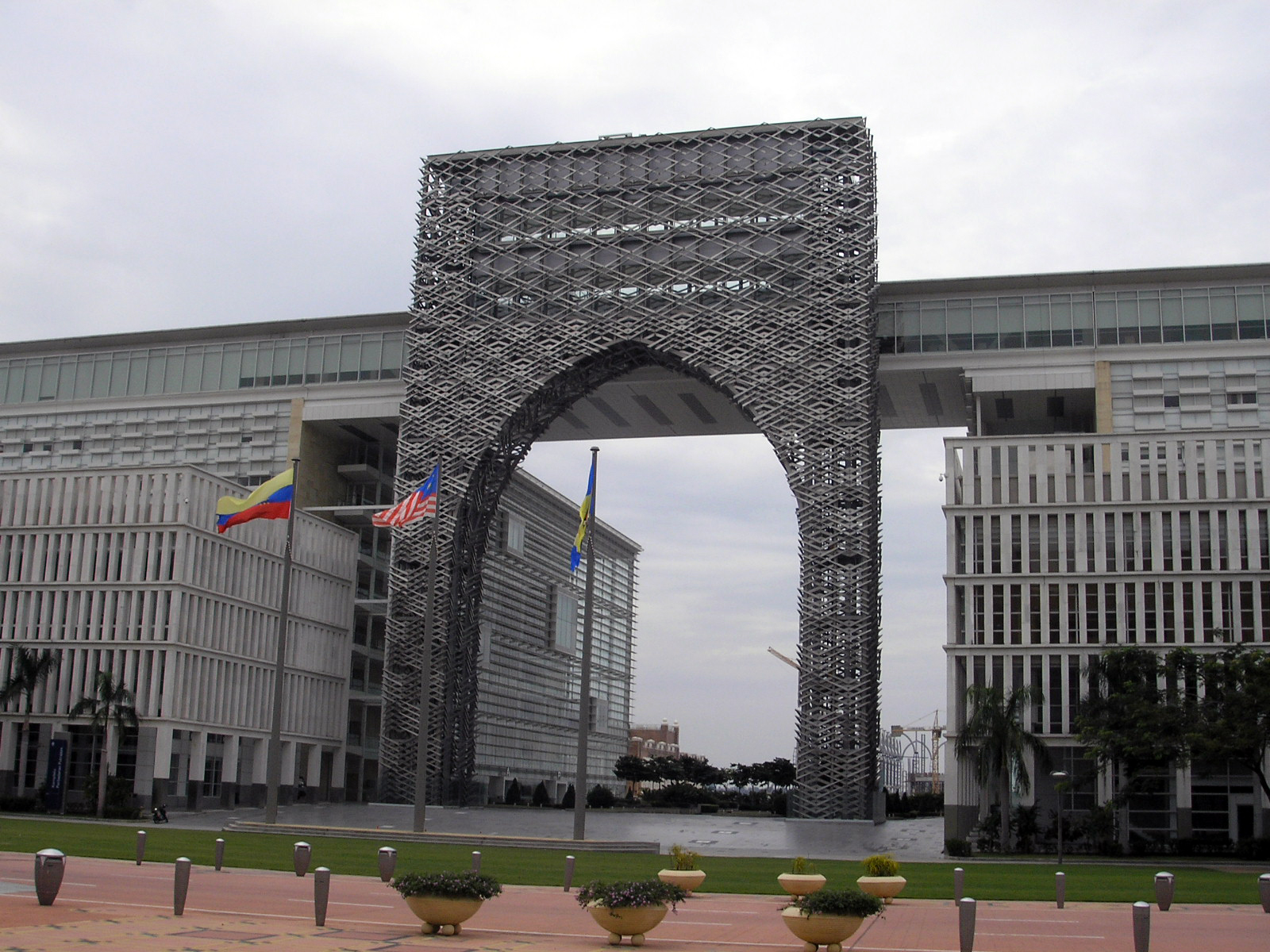
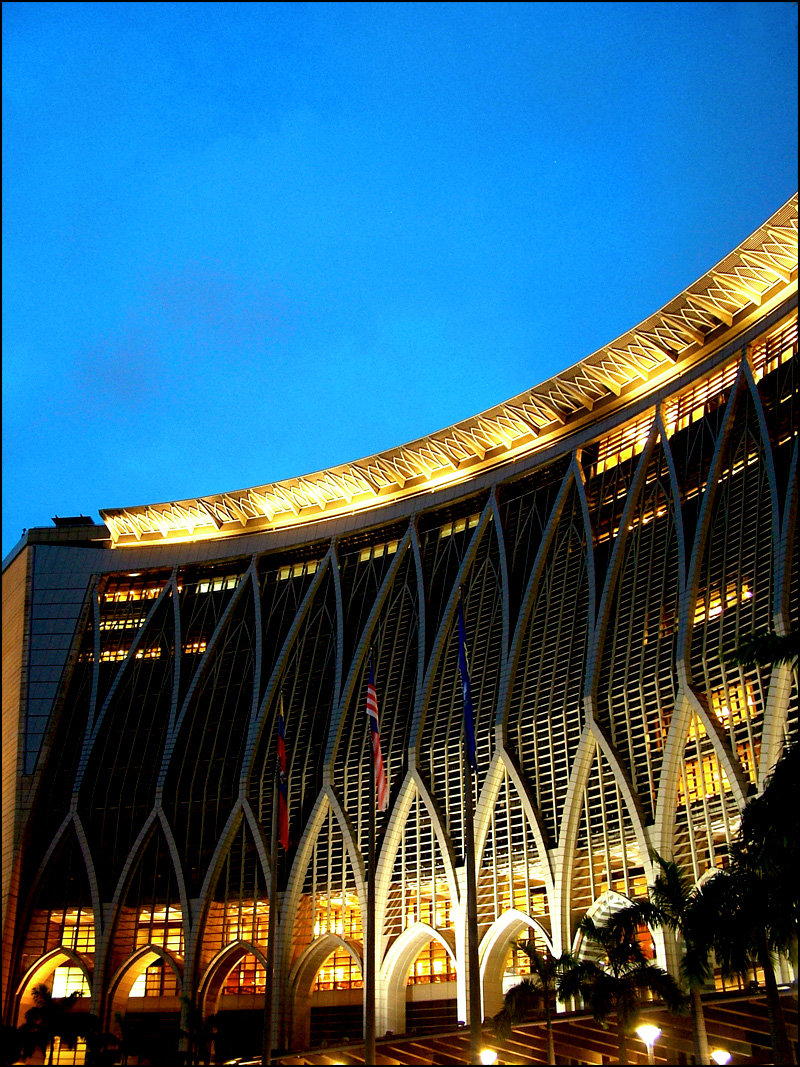
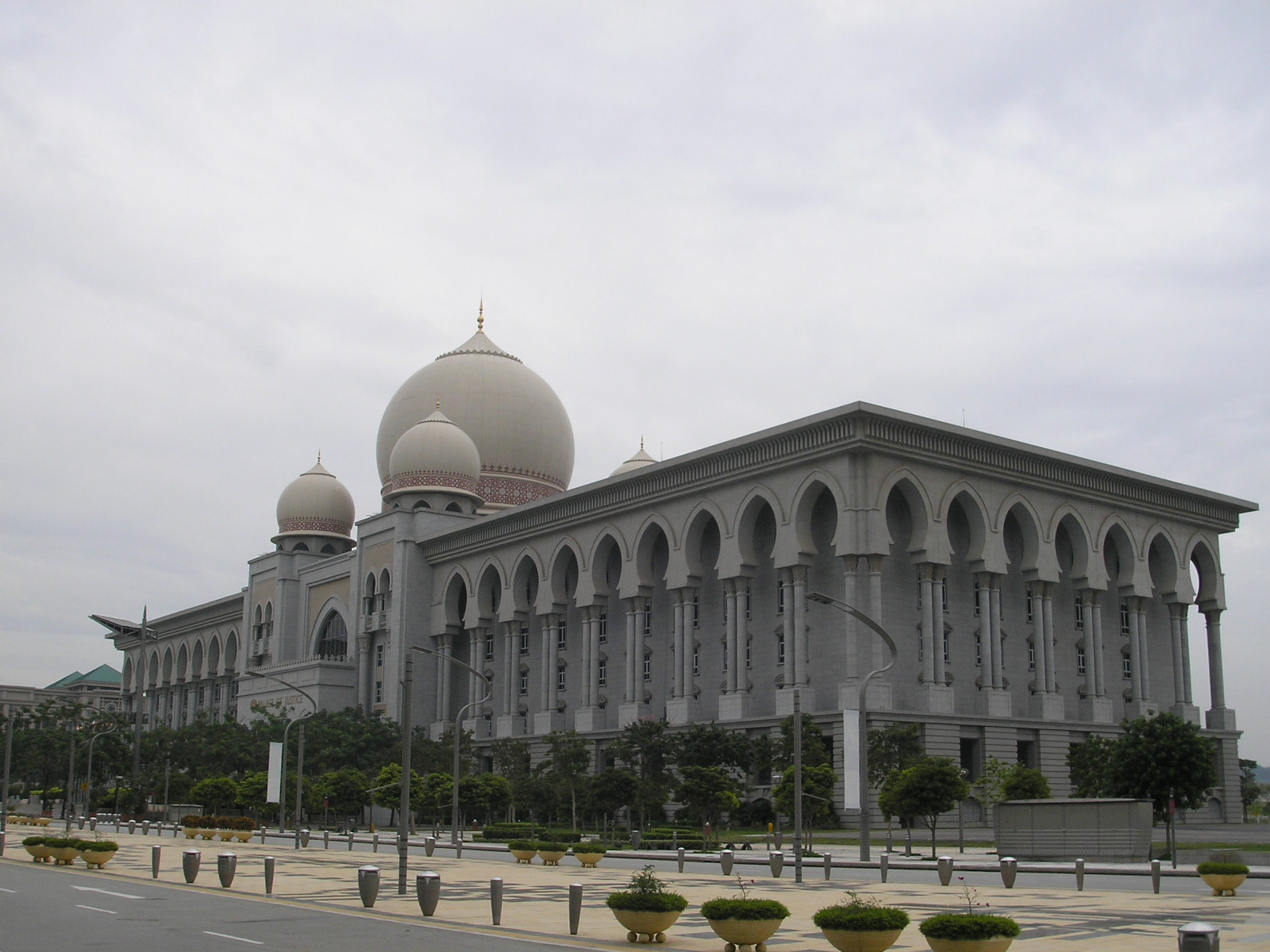
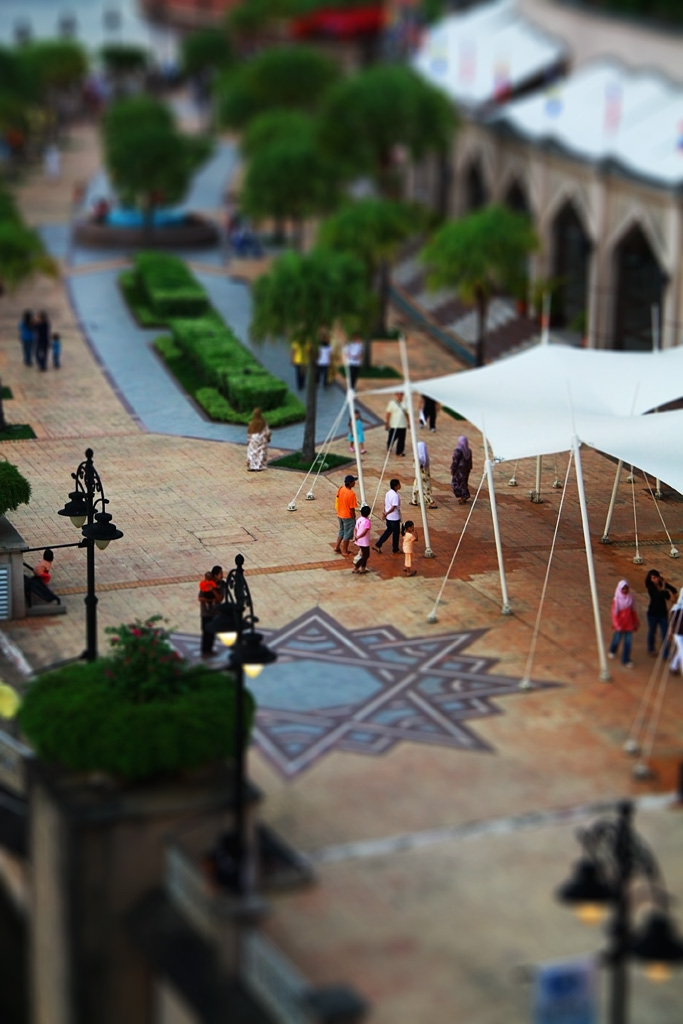
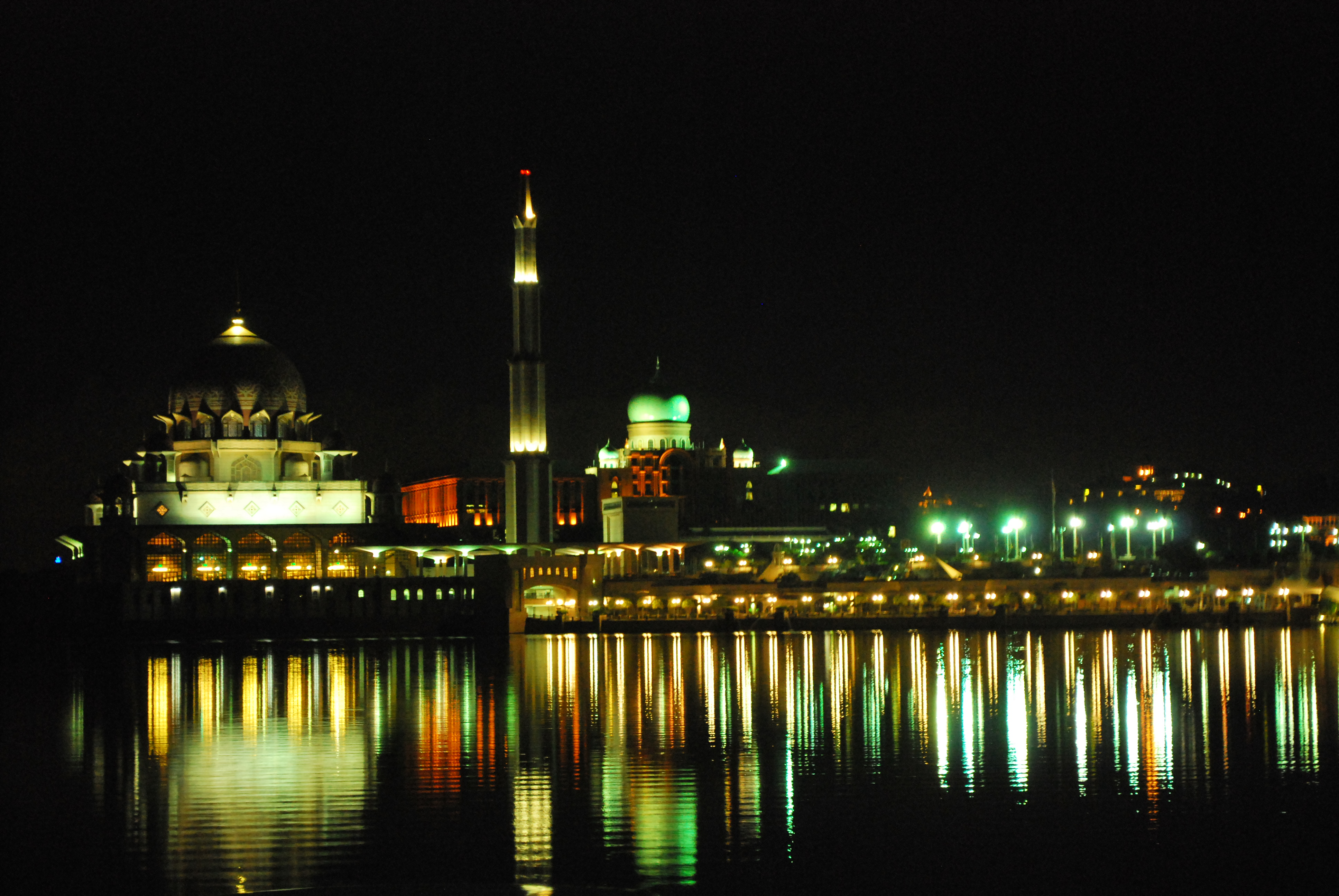
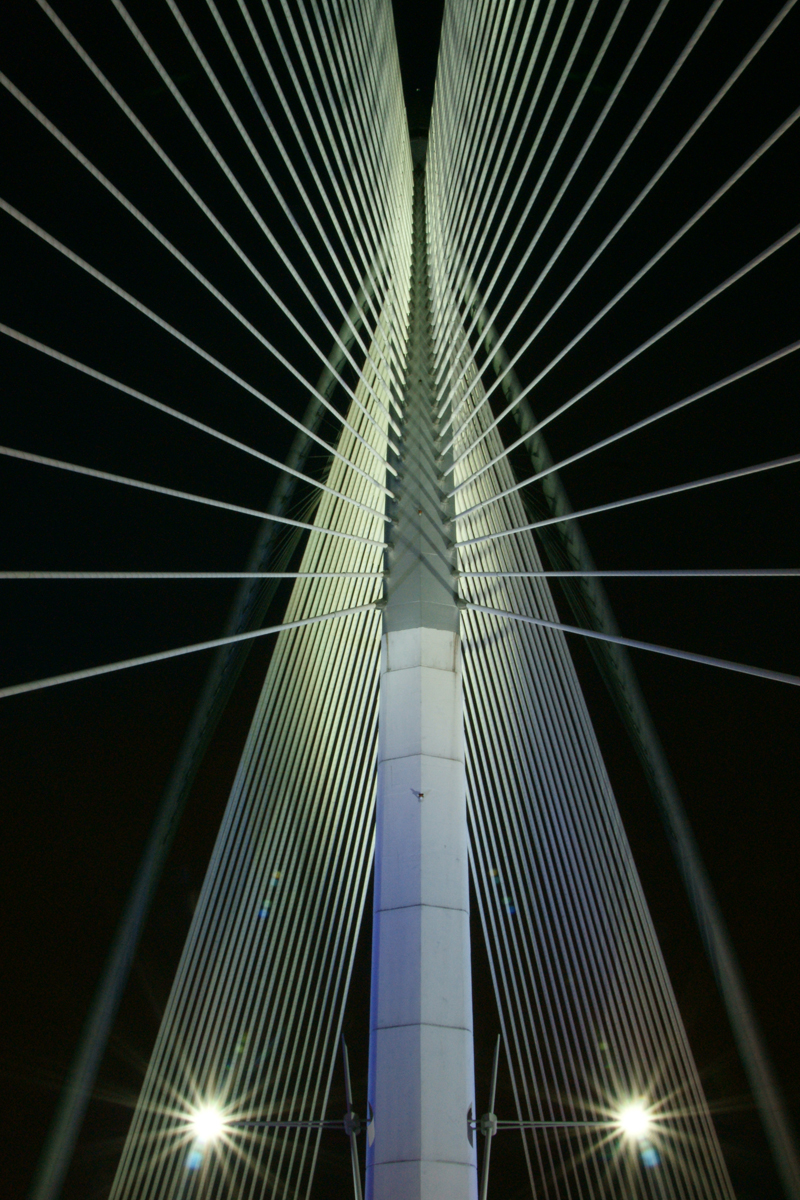
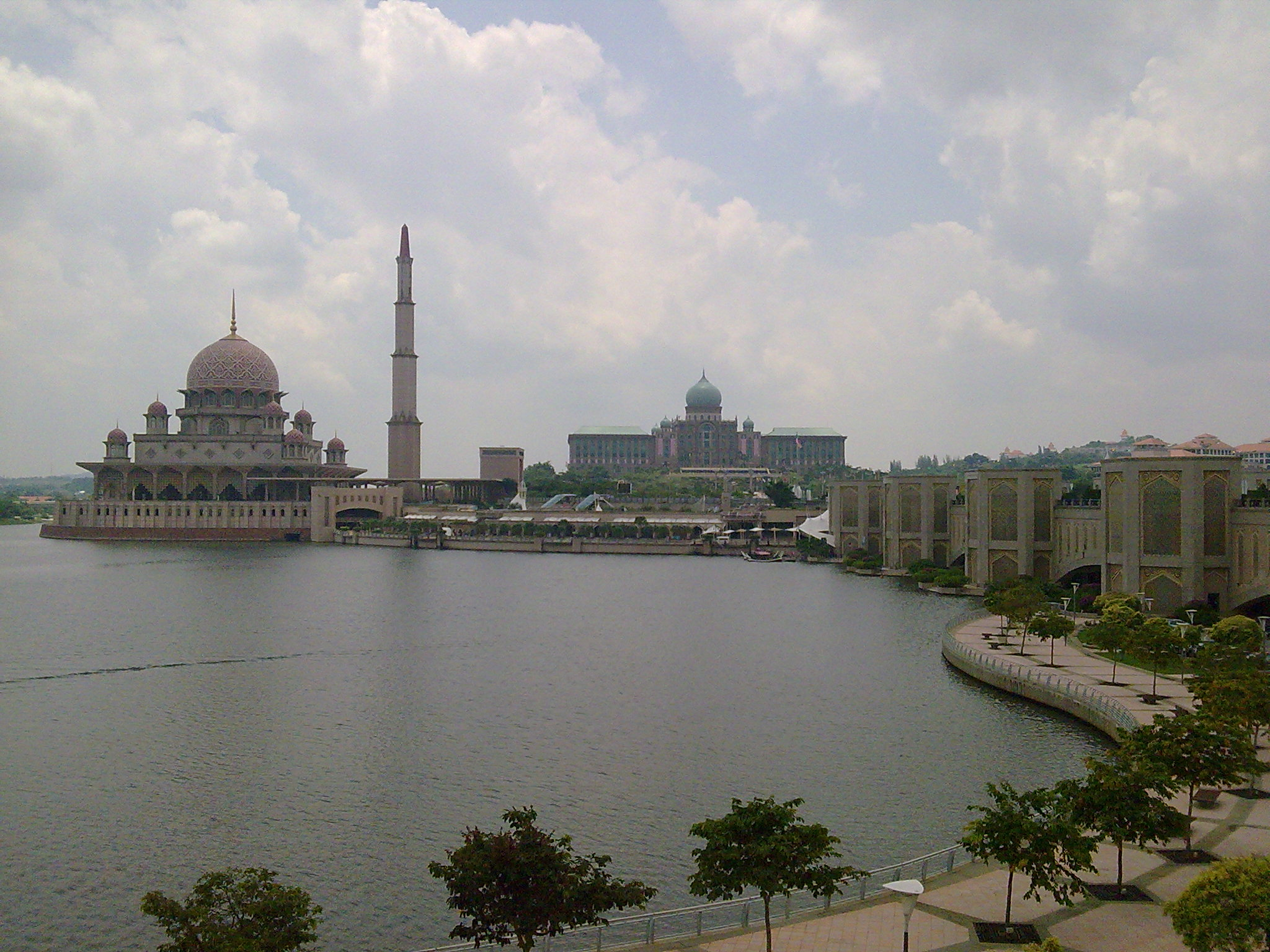
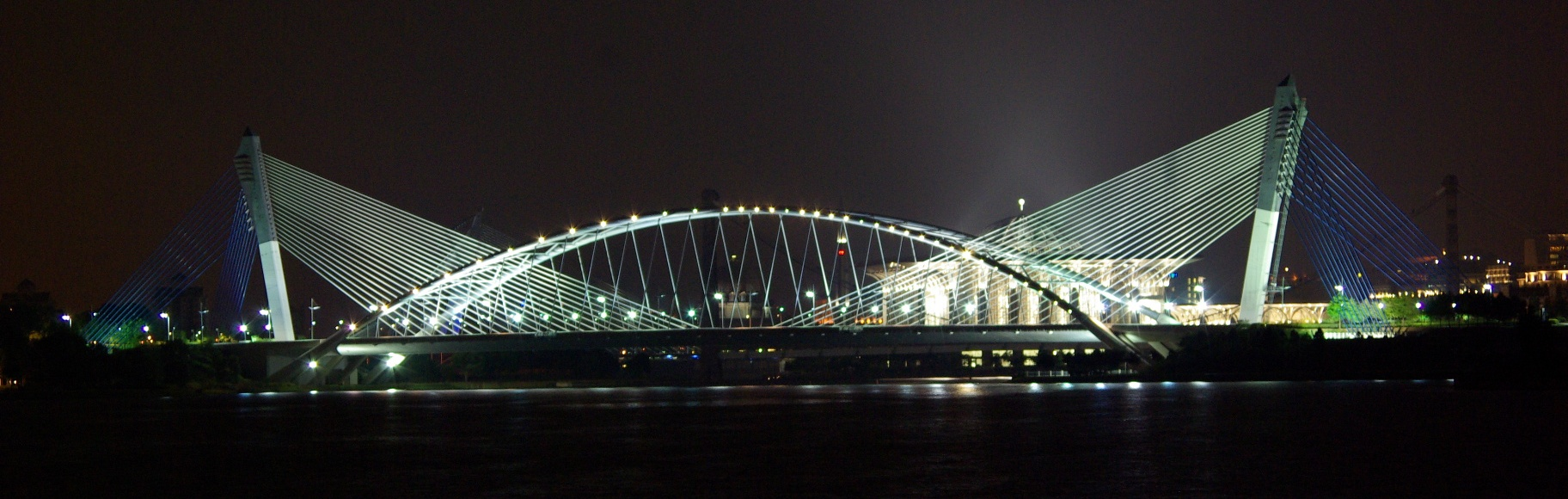
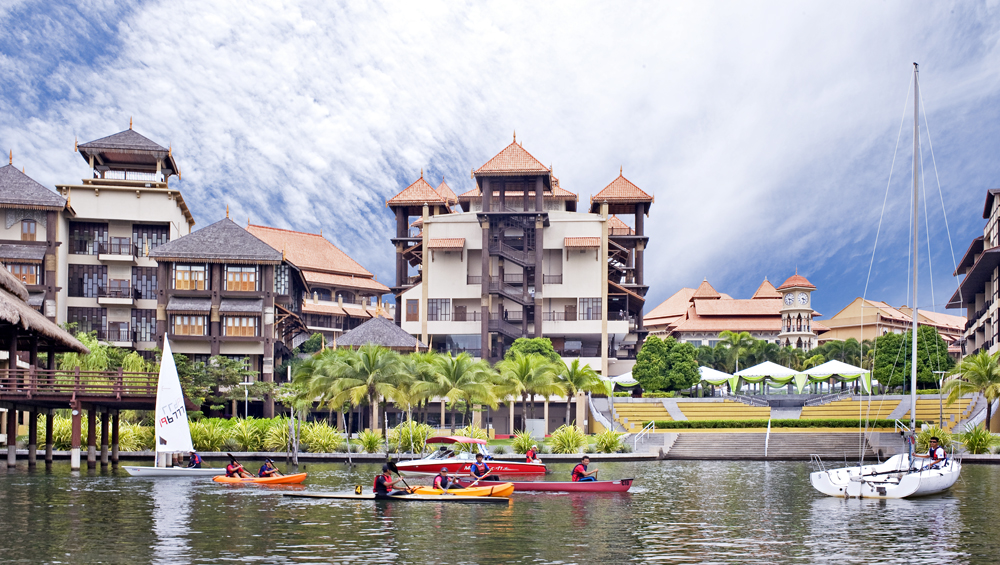